# Madampe
Madampe és una població del districte de Puttalam a la província del Nord-oest de Sri Lanka. Té temples budistes, hindús i cristians.
A la mort de Vidiye Bandara vers el 1555, el districte de Madampe fou donat per Raja Sinha I de Sitawaka a Timbiripole Adahasin que la va governar alguns anys i a la seva mort va quedar en possessió de Raja Sinha I que a la seva mort el 1593 va passar a Pammunnugama Hapuhamy fins que fou mort per Domingos Correa; llavors va passar als portuguesos que la van concedir a Lançarotte de Seixas.